# Kup Bugarske u softbolu
Popis kupova Bugarske u softbolu i osvajača naslova pobjednika kupa.
- 1997.: Akademički Sofija
- 1998.: Akademički Sofija
- 1999.: Akademički Sofija
- 2000.: Akademički Sofija
- 2001.: Dev'ls Dupnica
- 2002.: Dev'ls Dupnica
- 2003.: Dev'ls Dupnica
- 2004.: Atletik Sofija
- 2005.: Atletik Sofija
- 2006.: Atletik Sofija

## Poveznice
- Prvenstvo Bugarske u softbolu